# Trận Tương Dương (1267–1273)
Trận Tương Dương (giản thể: 襄樊之战; phồn thể: 襄陽之戰; Hán-Việt: Tương Dương chi chiến) hay còn gọi là trận Tương Phàn (giản thể: 襄樊之战; phồn thể: 襄樊之戰; Hán-Việt: Tương Phàn chi chiến) là một loạt các trận chiến then chốt giữa quân Nguyên và quân Nam Tống từ năm 1267 đến năm 1273. Sau trận chiến, quân Nguyên thắng trận đã tiến sâu vào lãnh thổ trung tâm của Nam Tống. Trước đó 30 năm, Nam Tống đã cố gắng chống trả lại rất nhiều cuộc tấn công lớn của Đế quốc Mông Cổ. Vị trí chiến lược của thành Tương Dương nằm ở chỗ nó là nơi án ngữ dòng Hán Thủy. Một khi quân Nguyên chiếm được Tương Dương, họ có thể di chuyển bằng thuyền xuôi dòng Hán Thủy để tiến vào Trường Giang. Sau trận Tương Dương, Nam Tống đã không còn một rào cản tự nhiên nào để bảo vệ họ trước quân Nguyên và Nam Tống đã sụp đổ sau đó chỉ vài năm. Trận chiến cuối cùng là hải chiến Nhai Môn ngắn ngủi đã diễn ra vào năm 1279. Vì vậy, trận Tương Dương được đánh giá là mang tính quyết định.
Trận này bao gồm các cuộc đụng độ nhỏ, cuộc tấn công trên bộ, và cuộc bao vây hai thành là Phàn Thành và Tương Dương ở tỉnh Hồ Bắc ngày nay. Lã Văn Hoán, tướng trấn thủ của Nam Tống, đã đầu hàng Hốt Tất Liệt vào năm 1273. Việc sử dụng kỵ binh Mông Cổ truyền thống bị giới hạn do địa hình nhiều rừng và nhiều tiền đồn quân sự của Nam Tống. Các loại súng cầm tay và súng thần công Trung Quốc cũng được người Mông Cổ tận dụng trong cuộc bao vây Phàn Thành sau khi chiếm được các tiền đồn và đánh bại quân Nam Tống từ Tứ Xuyên và Nhạc Châu, các lực lượng này đã phá vỡ được vòng vây nhưng cuối cùng cũng bị tiêu diệt. Đặc biệt, quân Mông Cổ đã sử dụng rất hiệu quả các máy bắn đá trọng lực, gọi là Hồi hồi pháo (回回炮) hay Tây Vực pháo (西域炮) trong khi người Tống trước đó chỉ biết đến các máy bắn đá cổ xưa phải kéo bằng tay.

## Bối cảnh
Trước khi Hốt Tất Liệt đăng cơ, người Mông Cổ đã tiến hành các chiến dịch quân sự đến tận Đông Âu, và đã chiếm được Nga, Siberia, Tây Tạng, Cao Ly, Kim, Đại Lý, Lưỡng Hà, Tiểu Á và Ba Tư. Tuy nhiên, việc chiếm nước Nam Tống vẫn khá khó khăn vì vị trí chiến lược của thành Tương Dương, vì thế Hốt Tất Liệt buộc phải chiếm và giữ vững tòa thành này. Thành Tương Dương án ngữ các thủy đạo của Nam Tống vì Hán Thủy là chi lưu chính của Trường Giang. Nếu thành này thất thủ, quân Mông Cổ sẽ dễ dàng chiếm được các thành quan trọng khác ở Nam Tống và như vậy thì triều đại này sẽ nhanh chóng sụp đổ.
Người Nam Tống nhận thức rõ tầm quan trọng của vị trí sống còn này, và đã tiến hành gia cố phòng thủ Tương Dương như phòng thủ kinh đô của họ. Thành này có ba mặt là núi, một mặt là Hán Thủy. Nam Tống đã tích trữ một lượng lớn lương thảo trong thành, để chuẩn bị đối phó với các cuộc bao vây lâu dài. Họ cũng xây dựng các bức tường cao và các tháp canh trên bốn mặt của thành. Mỗi cổng thành đều có ít nhất hai lớp tường, được dùng để bẫy lực lượng bao vây vào bên trong.
Năm 1133, danh tướng Nam Tống là Nhạc Phi đã tiến hành nhiều chiến dịch thành công chống lại triều Kim ở khu vực Tương Dương. Kể từ đó, ông đã đẩy quân Kim trở về phía bắc đến tận Khai Phong. Năm 1234, triều Kim bị Mông Cổ chinh phục dưới thời Oa Khoát Đài. Vào thời điểm đó, quân Mông Cổ và triều Nam Tống đang là đồng minh. Sau đó, hai đồng minh cũ đó đã không còn kẻ thù chung nào. Nhà Tống giết các sứ thần Mông Cổ và cố gắng chiếm các lãnh thổ của người Mông Cổ.
Năm 1236, thành Tương Dương đầu hàng quân đội Đế quốc Mông Cổ mà không có sự kháng cự nào. Nhưng người Mông Cổ đã tự rời bỏ thành sau khi chiếm giữ nó từ năm 1236 đến 1238. Hai thành cận kề nhau là Tương Dương và Phàn Thành, với các bức tường dài gần 5 km bao quanh và 20 vạn dân, đã chống lại cuộc tấn công của Mông Cổ vào năm 1257. Kị binh Mông Cổ bị nhử vào trong thành Tương Dương và bị quân phòng thủ Nam Tống tiêu diệt do thiết kế tường thành 2 lớp của thành Tương Dương. Khi một lực lượng quân Mông Cổ bổ sung tiến vào cổng thành, họ bị tiêu diệt đến lính cuối cùng, vì bị bẫy trong 4 bức tường. Người Mông Cổ từ bỏ việc bao vây Tương Dương. Cái chết bất ngờ của Mông Kha đã buộc quân đội Đế quốc Mông Cổ phải rút lui khỏi đất Nam Tống vào năm 1259 – 1260.
Năm 1260, Hốt Tất Liệt và người em là A Lý Bất Ca đều được tuyên bố là người kế vị Đại hãn sau cái chết của anh trai là Mông Kha. Cuộc chiến giành ngôi Đại hãn diễn ra giữa Hốt Tất Liệt và A Lý Bất Ca bắt đầu. Hốt Tất Liệt cuối cùng đã chiến thắng, song lời tuyên bố là người kế vị Mông Kha của ông ta chỉ được những người Mông Cổ ở phía tây công nhận một phần. Năm 1271, Hốt Tất Liệt đổi quốc hiệu đế quốc thành Nguyên, thành lập triều đại Nguyên, thay vì "Ikh Mongol Uls" (Đại Mông Cổ Quốc hay Đại Mông Cổ Đế quốc). Sau khi đánh bại các đối thủ và những người chống đối ở Mông Cổ và Bắc Trung Hoa, Hốt Tất Liệt cũng muốn tiếp tục sự nghiệp chinh phục Trung Hoa của ông nội Thành Cát Tư Hãn. Năm 1267, Hốt Tất Liệt ra lệnh cho A Truật (Aju) và hàng tướng nhà Tống là Lưu Chỉnh đem quân tấn công Tương Dương và Phàn Thành.

## Bao vây
A Truật và Lưu Chỉnh đến nơi vào năm 1268 và phong tỏa thành với một vòng các công sự. Người Mông Cổ đã thăm dò khả năng phòng thủ của Tương Dương và Phàn Thành. Người Nguyên đã rút kinh nghiệm từ sai lầm trước đó, và lần này họ mang theo một trăm máy bắn đá. Những máy bắn đá này có tầm bắn khoảng 100 m, và có thể phóng đi quả đạn nặng 50 kg. Trong các chiến dịch đánh Kim, người Mông Cổ đã sử dụng khoảng 5000 máy bắn đá, và họ đã rất thành công trong việc hạ các thành của quân Kim.
Tuy nhiên, quân Nam Tống cũng đã lường trước được một cuộc bao vây bằng các máy bắn đá, và đã chuẩn bị trước. Họ đã mở rộng lòng sông ở khu vực này, với chiều rộng lên tới 150 m. Và để gia cố thêm tường thành, họ đã làm những chiếc lưới nhằm dùng để che chắn cho các bức tường trước các máy bắn đá. Kết quả là, các máy bắn đá của người Nguyên rất khó khăn trong việc bắn trúng thành, một số ít các quả đạn thành công khi đập vào tường song vô hại.

## Cái bẫy của người Mông Cổ
Quân Mông Cổ sau đó cô lập Tương Dương khỏi phần còn lại của Nam Tống. Một hạm đội quân Nguyên gồm 5.000 tàu được hình thành, mục đích là để ngăn cản bất kì sự tiếp tế nào của Nam Tống từ Hán Thủy, Hán Thủy cũng bị phong tỏa. Người Mông Cổ đã huấn luyện 7 vạn thủy quân lục chiến nhưng việc tiếp tế lương thảo của quân Tống vẫn tiếp tục được duy trì cho đến năm 1271. Người Nguyên cũng phái quân đến xung quanh thành, và thiết lập các doanh trại ở những yếu đạo nhằm ngăn việc tiếp tế của quân Tống bằng đường bộ. Cuối cùng, người Nguyên xây dựng các công sự của chính họ ở những vị trí xung yếu này.
Từ cuối năm 1267 đến 1271, quân tiếp viện của Nam Tống từ phía nam đã cố gắng nhiều lần tấn công các vị trí của quân Mông Cổ, mục đích là để tiếp tế cho Tương Dương. Không may là khi ở bên ngoài thành Tương Dương, quân Nam Tống không phải là đối thủ của kỵ binh Mông Cổ. Hàng loạt cố gắng nhằm chọc thủng phòng tuyến của quân Mông Cổ vẫn tiếp diễn trong vô vọng, quân Nam Tống mất 1.000 người vào tháng 10 năm 1270, 2.000 người vào tháng 8 năm 1271, và gần 3.000 quân bị tiêu diệt vào tháng sau đó. Và khi các công sự của quân Nguyên hoàn thành, tình thế trở nên vô vọng. Kết quả là, quân Nam Tống bên trong thành Tương Dương buộc phải dựa vào chính mình.
Tuy nhiên, Nam Tống đã tích trữ lương thảo cho nhiều năm ở trong thành Tương Dương. Đến năm 1271, thành cuối cùng cũng thiếu lương thực. Nhưng quân Nam Tống vẫn tiếp tục chống giữ.
Cuối cùng, năm 1272, một lực lượng nhỏ của quân Nam Tống gồm 3.000 người đã phá vỡ được vòng vây của thủy quân Nguyên, và tiếp tế cho thành Tương Dương từ Hán Thủy. Đây là một cú hích tinh thần lớn cho những người phòng thủ. Tuy nhiên, không ai có thể quay trở lại để thông báo cho những người khác về thành công của việc tiếp tế. Các tướng lĩnh và quan lại nhà Tống đã cho rằng việc tiếp tế đã thất bại, và thành Tương Dương tất sẽ thất thủ vì thiếu lương, lại thêm việc Giả Tự Đạo (賈似道) muốn giấu việc từng bí mật ký kết hòa ước với quân Nguyên, Nam Tống đã không gửi quân tiếp viện đến nữa.
A Truật nhận thấy rằng hai thành này rất khó chiếm nếu chỉ dùng kỵ binh Mông Cổ và gửi thư cho Hốt Tất Liệt rằng ông ta cần bộ binh người Hán, Hốt Tất Liệt lệnh tăng viện cho 2 vạn quân.

## Vũ khí mới của quân Nguyên
Việc phòng thủ Tương Dương đến hồi kết vào năm 1273, với sự xuất hiện của máy bắn đá trọng lực, tức Tây Vực pháo (Còn gọi là Hồi tân pháo). Do tướng người Hán là Quách Khản đã từng chiến đấu cùng với quân Mông Cổ dưới quyền Húc Liệt Ngột ở vùng Trung Đông, nên Hốt Tất Liệt đã nghe nói về các vũ khí bao vây khủng khiếp. A Bất Ca hãn (Abaqa Khan) của Y Nhi hãn quốc đã gửi các chuyên gia Ba Tư Ismail và Al al-Din đến Trung Hoa theo chiếu chỉ của Đại hãn Hốt Tất Liệt vào năm 1272. Họ đã dựng các Tây Vực pháo dưới sự chỉ huy của tướng người Duy Ngô Nhĩ là A Lý Hải Nha vào tháng 3 năm 1273. Những chiếc Tây Vực pháo này có tầm bắn lên tới 500 m, và có thể phóng các quả đạn nặng tới 300 kg. Thêm vào đó, những chiếc máy bắn đá mới này còn chính xác hơn nhiều so với các máy bắn đá kiểu cũ, và chúng là loại pháo duy nhất có đủ sức mạnh để công phá các bức tường thành kiên cố của Tương Dương. Quân Nguyên làm khoảng 20 chiếc, và dùng chúng để hỗ trợ cuộc bao vây Tương Dương.
Quân Nguyên bắt đầu vây hãm Phàn Thành vào đầu năm 1273. Lính Nam Tống ở Tương Dương đã chứng kiến những tảng đá khổng lồ rơi vào những bức tường thành khổng lồ của Phàn Thành, và phá hủy những căn nhà trong thành. Những bức tường thành, cùng với lưới, đã bị phá hủy thành từng mảnh. Ngay khi thành sụp đổ, kỵ binh Mông Cổ tràn vào pháo đài. Phàn Thành đã nhanh chóng thất thủ chỉ trong vòng vài ngày sau khi chống giữ trong nhiều năm liền. Tướng giữ Phàn Thành là Phạm Thiên Thuận tử tiết theo thành.
Quân Nguyên sau đó chuyển hướng sang Tương Dương. Tuy nhiên, Lã Văn Hoán chưa đầu hàng, vì ông biết rằng Tương Dương không được phép thất thủ. Ông gửi một người đưa tin tới chỗ Hoàng đế Tống Độ Tông, yêu cầu cứu viện ngay lập tức. Người đưa tin đã vượt qua được phòng tuyến của quân Nguyên và đến được chỗ Hoàng đế. Nhưng khi nghe về sức mạnh của những chiếc máy bắn đá mới đó, Hoàng đế cho rằng Tương Dương đã mất và đã không gửi quân cứu viện tới.
Vài ngày sau đó, lính Nam Tống nhìn về phía nam mong chờ quân cứu viện, nhưng tất cả những gì họ nhìn thấy chỉ là những chiếc Tây Vực pháo của người Nguyên và quân Nguyên đang chờ đợi để kết liễu họ. Trong nhiều năm, lính Nam Tống đã hy vọng rằng tình thế cuối cùng sẽ chuyển biến tốt hơn, nhưng cuối cùng nó đã chỉ tồi tệ đi.
Tháng 2, một phát đạn thử nghiệm được bắn vào thành phố, và có vẻ như phát đạn này đã bắn vào một thạch kiều trong thành. Khi quả đạn rơi xuống đất, nó phát ra tiếng như tiếng sấm. Lính Nam Tống đến kiểm tra thiệt hại, và họ kinh hãi khi thấy rằng quả đạn đã ngập hàng mét xuống lòng đất.
Sự hỗn loạn bao trùm sau phát đạn thử nghiệm đó. Nhiều người lính và dân chúng đòi mở cổng thành tháo chạy. Trước đó A Truật đã tàn sát thường dân ở Phàn Thành để khủng bố tinh thần Tương Dương sau khi ông ta chọc thủng những bức tường của thành này bằng máy bắn đá. Người Nguyên nói với Lã Văn Hoán rằng, nếu quân Nam Tống không đầu hàng thì mọi người trong thành, kể cả thường dân, sẽ bị tàn sát. Lã Văn Hoán thấy không còn cơ hội nào để thủ thành khi lương thực sắp cạn, và không thấy dấu hiệu có quân tiếp viện tới, vì thế đã đầu hàng, kết thúc sáu năm dài Tương Dương bị bao vây.

## Kết quả
Thành kiên cố nhất của Nam Tống là Tương Dương đã thất thủ trước quân Nguyên. Từ đó, quân Nguyên thoải mái chinh phục những vùng còn lại của Nam Tống. Ở bất kỳ nơi nào quân Nguyên tới, các thành của Nam Tống đều sụp đổ giống như những pháo đài cát trước các máy bắn đá trọng lực và sau này là súng thần công.
Nhiều người đồng thuận rằng việc thành Tương Dương thất thủ về bản chất đã đánh dấu sự kết thúc của Nam Tống. Ví dụ, Paul K. Davis viết, "Chiến thắng của quân Mông Cổ đã bẻ gãy triều đại Nam Tống, dẫn tới việc thành lập triều đại Nguyên." Trong sáu năm quân Nguyên bao vây Tương Dương, Nam Tống đã không thể tái tập hợp và đánh lại người Nguyên với tài lực của mình ở miền nam Trung Hoa. Thực tế, họ thậm chí đã không thể gửi nhiều quân tiếp viện và đồ tiếp tế tới Tương Dương, để hỗ trợ cuộc phòng thủ khó khăn ở đó. Cuộc tranh giành chính trị trong lòng triều đình Nam Tống cũng góp phần gây ra sự thất thủ của Tương Dương và Phàn Thành.

## Ảnh hưởng trong văn hoá đại chúng
Trong tiểu thuyết Kim Dung, các bộ truyện Anh hùng xạ điêu, Thần điêu hiệp lữ và Ỷ Thiên Đồ Long ký cũng nhắc đến thành này mà người trấn thủ nó suốt thời gian dài là vợ chồng Quách Tĩnh và Hoàng Dung. Ngày thành Tương Dương thất thủ cũng là ngày Quách Tĩnh và Hoàng Dung, cùng 2 con là Quách Phá Lỗ và Quách Phù đã hy sinh để tỏ lòng trung nghĩa với đất nước.  Một gia tộc là họ Tiết chạy loạn xuống phía Nam, gần 80 năm sau có 1 phụ nữ họ Tiết là mẹ của Chu Chỉ Nhược, nữ nhân vật chính trong Ỷ Thiên Đồ Long ký.

Thơ vịnh Lã Văn Hoán: của người đương thời:
"Lã tướng trấn thành Tương Dương,
Tương Dương thập niên thiết tích lương,
Vọng đoạn trợ binh vô tiêu tức
Thanh thanh mạ sát Giả Bình Chương."
Những câu thơ đã biểu lộ sự cảm thông với Lã Văn Hoán vì không nhận được sự trợ giúp của triều đình mà phải nộp thành đầu hàng (14 tháng 3 năm 1273)